# Ida Pfeiffer
Ida Laura Pfeiffer, född Reyer 14 oktober 1797 i Wien, död i samma stad 27 oktober 1858, var en österrikisk reseskildrare.

## Biografi
Pfeiffer var dotter till köpmannen Aloys Reyer i Wien. Hon gifte sig 1820 med den avsevärt äldre advokaten Anton Pfeiffer, men äktenskapet blev fort olyckligt. Från 1842 gjorde hon vidsträckta resor, som hon beskrev i flera omtyckta böcker. Den första av dessa, Reise einer Wienerin in das heilige Land (1843), nådde stor framgång och möjliggjorde en ny resa, beskriven i Reise nach dem skandinavischen Norden und der Insel Island (1846). Därpå följde Eine Frauenfahrt um die Welt (1850) och Meine zweite Weltreise (1856).
Hennes sista resa (1856) gick till Madagaskar. Där blev hon inblandad i fransmannens Joseph-François Lamberts kuppförsök mot drottning Ranavalona I och hölls fången under en tid, varefter hon utvisades ur landet och med nedbruten hälsa vände tillbaka till sin födelsestad Wien. En av hennes söner gav ut en skildring av denna färd, Reise nach Madagaskar (1861).
Pfeiffer var hedersledamot av de geografiska sällskapen i Berlin, Paris och Wien samt förde hem stora samlingar till museerna i Wien.

## Eftermäle
Madagaskarrallhägern (Ardeola idae) är uppkallad efter henne.